# Lettere di una novizia (film)
Lettere di una novizia è un film del 1960 diretto da Alberto Lattuada.
Il soggetto è tratto dal romanzo omonimo di Guido Piovene.

## Trama
Margherita Passi, detta Rita, è una novizia che si appresta a prendere i voti ma l'arrivo di una lettera anonima induce il vescovo a inviare don Paolo per indagare se la ragazza ha veramente intenzione di diventare suora o se invece è costretta a farlo.
La ragazza si vede costretta a rivelare la sua storia e in particolare il rapporto difficile con la madre rimasta vedova e con problemi economici, che si trasforma in odio quando questa inizia una relazione con Giuliano di cui anche Rita è innamorata.